# Georg Ludwig Ahlemann
Georg Ludwig Ahlemann (* 6. Januar 1721, vielleicht auch 1720, in Berlin; † 4. Dezember 1787 in Altona) war ein königlich dänischer Konsistorialrat und Kirchenpropst.

## Leben und Wirken
Georg Ludwig Ahlemann war ein Sohn des Kaufmanns Georg Ahlemann († 1734) und dessen Ehefrau Luise Wilhelmine, geborene Hübner, die der Vater in zweiter Ehe geheiratet hatte. Die Eltern starben, als Georg Ludwig Ahlemann Jugendlicher war. Nach einem Besuch des Friedrichswerderschen Gymnasiums studierte er ab 1739 Theologie und Philosophie an der Universität Halle. Er schloss das Studium 1743 ab und begann, die Verteidigung seiner Graduierung zu erstellen, um eine universitäre Laufbahn fortzusetzen.
Ahlemann verlor während dieser Zeit das von seinem Vater geerbte Vermögen und musste daher die Universität verlassen. 1743 nahm er eine Stelle als Hofmeister bei Justizrat Gössel in Schleswig und auf Gut Stubbe an und erzog dessen Söhne. 1750 ging er nach Kopenhagen, wo er für Friedrich Ludwig von Dehn als Sekretär arbeitete. Hier freundete er sich mit Friedrich Gottlieb Klopstock an.
1752 übernahm Ahlemann eine Pfarrstelle in Havetoft und unterrichtete in der Schule. 1762 erhielt er einen Ruf als Propst und Hauptpastor an die Marienkirche in Segeberg, wo er im Mai 1763 eingeführt wurde. Sein Gönner Graf von Bernstorff verhalf ihm 1767 zur Stelle des Propsten für die Herrschaft Pinneberg und Hauptpastors an der Hauptkirche Altona, die er am 31. Juli 1768 übernahm. 1770 wurde er zum königlich dänischen Konsistorialrat ernannt und als Gymnasiarch mit der Schulaufsicht über das Christianeum betraut.
Ahlemanns Amt als Gymnasiarch verwickelte ihn in Streitigkeiten im Umfeld Johann Bernhard Basedows. Basedow hatte bereits 1761 eine Strafversetzung wegen fehlender Rechtgläubigkeit an das Christianeum hinnehmen müssen, war aber auch dort 1767, also vor Ahlemanns Dienstantritt, entlassen worden. Ahlemann mischte sich nicht in Konflikte um das Gebet am Bußtag 1769 zwischen dem Basedow nahestehenden Johann Melchior Goeze und Julius Gustav Alberti von der St. Katharinenkirche ein, wodurch seine Rechtgläubigkeit zweifelhaft erschien.
Ahlemanns theologische Ansichten zeigten deutliche Einflüsse seines Lehrers Siegmund Jakob Baumgarten. Im Bereich der Philosophie prägte ihn dessen Bruder Alexander Gottlieb Baumgarten wesentlich. Ahlemann hielt, aufbauend auf einer natürlichen Theologie, dogmatisch an der Orthodoxie fest mit dem Ziel, Moral und Glückseligkeit zu erreichen. Eine klare Verbindung zwischen Offenbarung und Vernunft im Sinne der Aufklärungstheologie stellte er dabei jedoch nicht her.
Wie andere Theologen seiner Zeit veröffentlichte er mehrere Predigten und Gedächtnisreden.
Ahlemann war seit dem 17. Mai 1754 verheiratet mit der Pastorentochter Catharina Gude Hoyer (1731–1785) aus Satrup. Die Ehe blieb kinderlos.

## Schriften
- Rede von der Beförderung der Rechtschaffenheit als dem Hauptzweck alles Unterrichts in Gymnasien und gelehrten Schulen, bey der Einführung der neuen Lehrer des Altonaischen Gymnasii, in dem großen Hörsaal desselben am 13ten November 1771 gehalten… Burmester, Altona [1771]
- Sammlung einiger Reden, welche bey Gelegenheit der Stiftung der neuen Gemeine zu Niendorf, in der Herrschaft Pinneberg, gehalten worden. Iversen, Altona 1771
- Ueber das Leben und den Charakter des Grafen Johann Hartwig Ernst von Bernstorff. [S.l.] 1777
- (posthum, hrsg. von Christian Gotthilf Hensler) Sammlung einiger Predigten des verstorbenen Georg Ludewig Ahlemann, Königl. Dänischen Consistorialraths, Kirchenprobstes und Hauptpastors zu Altona. Eckstorff, Altona 1788; enthält auch Christian Gotthilf Hensler: Leben und Charakter des Consistorialraths Ahlemann, S. 3–38